# یولا سانکو
یولا ایوانوونا سانکو (روسی: Ёла Ива́новна Санько́؛ زادهٔ ۱۸ فوریهٔ ۱۹۴۷) بازیگر و صداپیشه اهل اتحاد جماهیر شوروی است.
از فیلم‌ها یا مجموعه‌های تلویزیونی که وی در آن‌ها نقش داشته‌است می‌توان به سلام، این منم!، هر کس سینمای خودش و خرگوش و تفنگ اشاره نمود.
وی برندهٔ جوایزی همچون هنرمند مردمی روسیه شده‌است.